# Welcome to: Our House
Welcome To: Our House — студийный альбом хип-хоп группы Slaughterhouse, выпущенный 28 августа 2012 года.

## Об альбоме
Первым синглом стал трек «Hammer Dance», спродюсированный AraabMUZIK. Будучи доступным на iTunes ещё с 14 марта, он уже успел стать самым быстропродаваемым синглом, который был выпущен на Shady Records с 2008 года (кроме синглов Эминема и Bad Meets Evil). С 8 марта Slaughterhouse отправились в тур в поддержку альбома.
В недавнем интервью для RapRadar Архивная копия от 12 марта 2022 на Wayback Machine Joe Budden поделился информацией о втором альбоме Slaughterhouse «Welcome To: Our House», сказав, что не на каждом из треков в альбоме можно будет услышать сразу всех четырёх участников группы. Также ему не удалось попасть на вступление к альбому, потому что его основную партию исполнил Eminem.
Crooked I в новом интервью для Defsounds.com рассказал о влиянии Eminem на альбом Slaughterhouse — Welcome To: Our House: 
«Em невероятно усиленно помогал в работе над этим альбомом. Он договаривался, участвовал в песняx, продюсировал. Он сделал ровно столько же (если не больше), сколько сделал для этого альбома каждый участник Slaughterhouse. Если он не записывался на этом, то он продюсировал это, если он не продюсировал, то всё устраивал. Когда всё было готово, то его присутствие ощущалось повсюду. Здесь, он как пятый участник Slaughterhouse. Он включается в работу полностью, также как и мы, и я приветствую это. Иногда, если вы встречаетесь с главой лейбла, то это всё заканчивается простым пожатием рук и совместным фото, а потом они публикуют это в журнале, и вы больше никогда не увидите этого ублюдка снова. Я чувствую, что мы смогли приподнести эту ядерную энергетику Эм Си — то что даёт подзарядку нам всем, и поставить её на первое место. Это просто великолепная ситуация. Я благодарен Богу, за то, что всё получилось именно так».
В недавнем интервью JoeBudden подтвердил участие в работе над альбомом «Welcome To: Our House» продюсера Alex Da Kid, и команды продюсеров Justice L.E.A.G.U.E.
Первый известен по работе с Eminem и Dr.Dre, а вторые известны сотрудничеством с Tech N9ne, Machine Gun Kelly, Yelawolf, Rick Ross и многими другими.
Стали известны имена ещё двоих музыкальных продюсеров, принимавших участие в работе над альбомом Slaughterhouse «Welcome To: Our House». Первый — это Streetrunner, обладатель премии Grammy, уже работавший со Slaughterhouse над их первым альбомом. Второй — Kane Beatz, в послужном списке которого числятся такие артисты, как: Lil Wayne, Lupe Fiasco, Drake, T-Pain и многие другие.
Список продюсеров:
- Streetrunner
- Kane Beatz
- AraabMUZIK
- Eminem
- Just Blaze
- Mr. Porter
- Boi-1da
- Justice L.E.A.G.U.E
- Alex Da Kid
- Rick Rock

Приглашенные артисты:
- Eminem
- Busta Rhymes
- Skylar Grey
- Swizz Beatz
- Cee-lo Green
- B.o.B

## Список композиций
| №   | Название                                       | Автор(ы) | Продюсер            | Длительность |
| --- | ---------------------------------------------- | --- | ------------------- | ------------ |
| 1.  | «The Slaughter» (Intro)                        | | Eminem              |              |
| 2.  | «Our House» (при участии Eminem и Skylar Grey) | | Alex Da Kid         |              |
| 3.  | «Coffin» (при участии Busta Rhymes)            | | Hit-Boy             |              |
| 4.  | «Throw That» (при участии Eminem)              | | T-Minus             |              |
| 5.  | «Hammer Dance»                                 | R. Montgomery, J. Budden, J. Ortiz, D. Wickliffe, A. Orellana                                                                                   | AraabMuzik          | 4:06         |
| 6.  | «Get Up»                                       | | No I.D.             |              |
| 7.  | «My Life» (при участии Cee Lo Green)           | R. Montgomery, J. Budden, J. Ortiz, D. Wickliffe, N. Warwar, R. Diaz, M. Gaffey, F. Bontempi, A. Gordon, G. Spagna, P. Glenister & T. Callaway] | StreetRunner, Sarom | 4:25         |
| 8.  | «We Did It» (Skit)                             | | Eminem              |              |
| 9.  | «Flip a Bird»                                  | | Black Key Beats     |              |
| 10. | «Throw It Away» (при участии Swizz Beatz)      | R. Montgomery, J. Budden, J. Ortiz, D. Wickliffe, D. Porter & R. Scroggins                                                                      | Mr. Porter          | 4:19         |
| 11. | «Rescue Me» (при участии Skylar Grey)          | | Alex Da Kid         |              |
| 12. | «Frat House»                                   | | T-Minus             |              |
| 13. | «Goodbye»                                      | | Boi-1da             | 4:58         |
| 14. | «Park It Sideways»                             | | Kane Beatz          |              |
| 15. | «Die»                                          | | Mr. Porter          |              |
| 16. | «Our Way» (Outro)                              | | Boi-1da             |              |

| №   | Название                          | Продюсер              | Длительность |
| --- | --------------------------------- | --------------------- | ------------ |
| 17. | «Asylum» (при участии Eminem)     | Eminem                |              |
| 18. | «Walk Of Shame»                   | Streetrunner & Sarom  |              |
| 19. | «The Other Side»                  | J.U.S.T.I.C.E. League |              |
| 20. | «Place To Be» (при участии B.o.B) | Kane Beatz            |              |